# Giulio Monaco
Giulio Monaco, obispo católico italiano.

## Reseña biográfica
Hijo de Giovan Berardino Monaco y de Cornelia Carafa. Fue canónigo de la basílica vaticana de San Juan de Letrán y abad de San Samuel.
Designado obispo de Lucera el 4 de noviembre de 1580, fue consagrado el 13 de noviembre del mismo año en San Silvestre en Monte Cavallo por Giulio Antonio Santorio, cardenal-presbítero de San Bartolomé en la Isla, y asistido por Thomas Goldwell, obispo de Saint Asaph, y Filippo Spinola, obispo de Nola.